# 布兰迪亚纳乡
布兰迪亚纳乡（罗马尼亚语：Comuna Blandiana），是罗马尼亚阿尔巴县的一个乡，位于该县西南部。总面积78.43平方公里，总人口923（2011年）。布兰迪亚纳乡辖有5个村。

## 人口
布兰迪亚纳乡2002年人口为1187人，2011年人口为923人。罗马尼亚人占93.5%，吉普赛人占1.73%。88.52%的人信仰东正教，3.58%的人信仰佛教，1.63%的人耶和华见证人，1.41%的人信仰普利茅斯弟兄会，4.66%宗教未明。